# Vlkov nad Lesy (zámek)
Lovecký zámeček Vlkov nad Lesy stojí v ulici U Zámku, na okraji vsi Vlkov nad Lesy, části obce Běrunice v okrese Nymburk. Od roku 1965 je chráněn jako kulturní památka.

## Historie
Ve vsi v minulosti zřejmě stávala tvrz, jak naznačují nálezy ze štěrkovny, ovšem písemné prameny o ní mlčí. Lovecký zámeček si na okraji Vlkova nad Lesy nechal ve druhé polovině 18. století vystavět tehdejší majitel panství Chlumec nad Cidlinou František Ferdinand II. Kinský. Jedná se o patrovou poloroubenou budovou z období pozdního baroka s mansardovou střechou krytou šindelem (později nahrazen azbestocementem). Na konci 18. století zde pobýval Josef Leopold Kinský, syn Františka Ferdinanda, jenž se sem často vracel i po roce 1806, kdy zdědil celé chlumecké panství. Tady se mu v roce 1813 narodil syn Oktavián Kinský. Oktavián v roce 1895 musel chlumecké panství postoupit synovci Zdeňku Radslavu Kinskému, jenž zámeček upravil na myslivnu. V držení Kinských zůstal do roku 1945, kdy přešel do vlastnictví státu. Posléze se dostal do majetku Východočeských státních lesů, přičemž jej využíval lesní závod v Chlumci nad Cidlinou. Na konci 70. let 20. století si jej okresní podnik služeb Nymburk upravil na rekreační zařízení, v 80. letech zde fungoval pionýrský tábor. Dnes je v soukromých rukách, veřejnosti nepřístupný a i nadále slouží k rekreačním účelům.

## Architektura
Zámeček tvoří centrální patrová část, ke které přiléhají dvě přízemní křídla. Střechy všech částí jsou mansardové. K hlavnímu průčelí (v severní části) přiléhá dřevěné loubí (pergola). Zajímavostí je, že se jedná o jednu z mála dřevěných zámeckých staveb v Čechách: roubené je celé západní křídlo, velká část přízemní střední části a celé patro. Zděné je potom východní křídlo a navazující partie přízemní střední části. Zděné jsou pak také komíny a sklep, zaklenutý valenou klenbou. Stavba byla z těchto dvou materiálů zřejmě navržena od počátku - jako zděné byly zbudovány hospodářské části objektu, včetně kuchyně. Zámeček byl původně celý obložen šindelem, takže působil jako celodřevěná stavba.

## Galerie

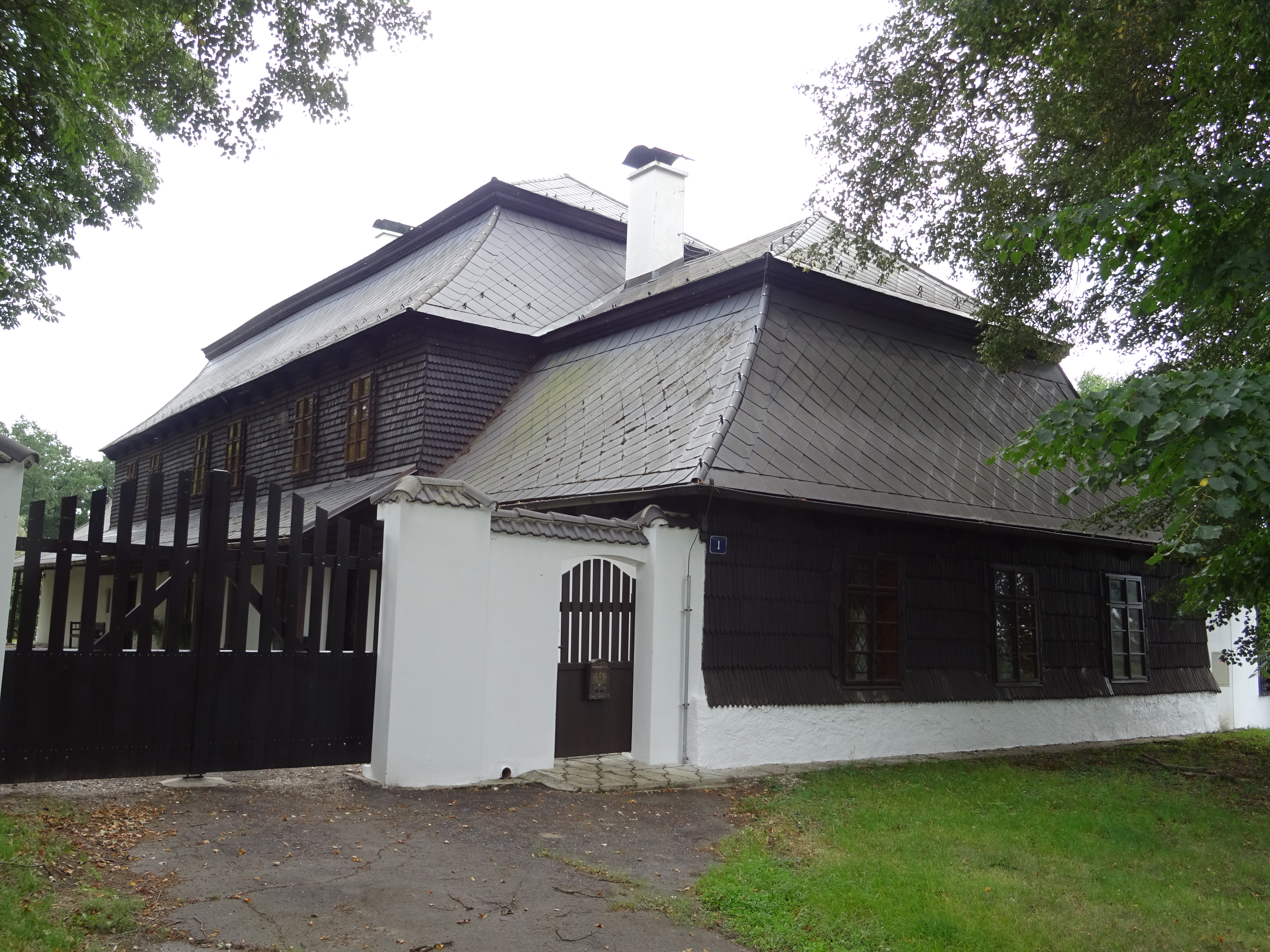
Celkový pohled
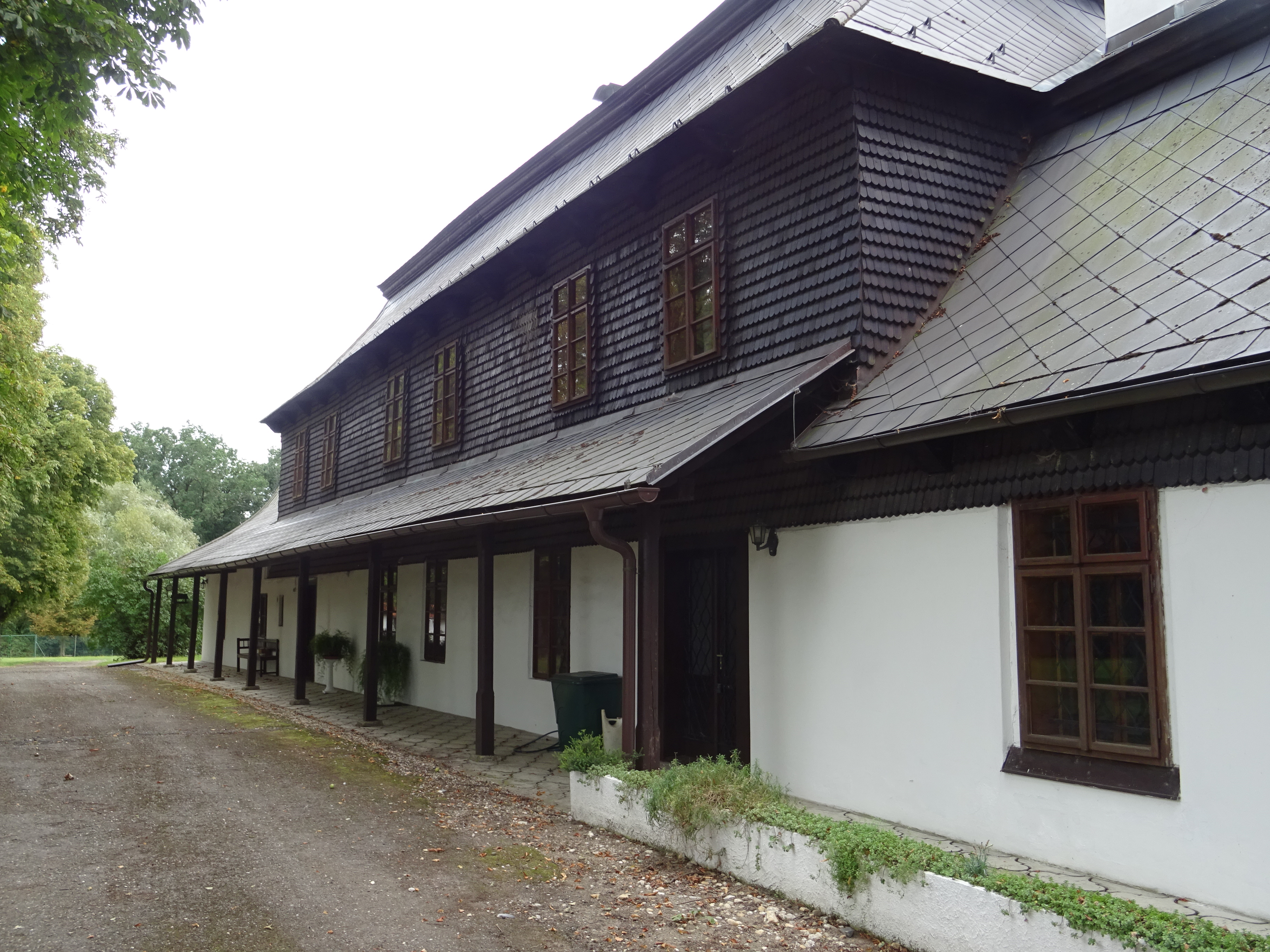
Průčelí s loubím